# كلوار (زيلايي)
کلوار (بالفارسية: کلوار) هي قرية تقع في إيران في قسم زیلایی الريفي. يقدر عدد سكانها بـ 216 نسمة بحسب إحصاء 2016.